# عصب مبهم
العصب المبهم أو العصب الحائر أو العصب الرئوي المعدي (بالإنجليزية: Vagus nerve) هو أحد الأعصاب القحفية الاثنا عشر وهو العصب الوحيد الذي ينشأ في الدماغ وينتهي بعيدا في الجهاز الهضمي ولهذا السبب يطلق على العصب تسمية العصب الحائر. التسمية اللاتينية للعصب vagus تعني المتجول أو المسافر.
يقوم العصب بنقل الايعازات الحسية والحركية من الجهاز العصبي اللا ودي إلى كل الأعضاء الواقعة بين رأس الإنسان إلى الجزء المستعرض من الأمعاء الغليظة ويتحكم العصب في سرعة ضربات القلب حيث أن تحفيز العصب يؤدي إلى إبطاء نبضات القلب، ويتحكم العصب أيضًا في حركة الأمعاء الدقيقة وجزء من الأمعاء الغليظة ويسيطر على عملية النطق من خلال أحد فروعه، ويسيطر على عملية التعرق، ويسيطر أيضاً على العضلات الإرادية الموجودة في منطقة البلعوم.
منذ عام 1997 تم استعمال زرع بطاريات صغيرة تحت الجلد تقوم بتحفيز العصب المبهم لعلاج مرض الصرع والكآبة وارتفاع ضغط الدم، ولكن هذه الطريقة العلاجية تم التصديق عليها لعلاج مرض الكآبة فقط ولا تزال جدواها في علاج الصرع وارتفاع ضغط الدم غير مثبتة علمياً.

## تحفيز العصب كهربائياً
منذ عشرين سنة صادقت وكالة الغذاء والدواء الأمريكية FDA على استعمال آلة تحفيز العصب الحائر بالنسبة لعلاج حالات الصرع. إنها آلة تشبه آلة تنظيم ضربات القلب تجهز الجسم بنبضات كهربائية تساعد على السيطرة تخفيف نوبات الصرع. حوالي نصف الذين استعملوا ذلك العلاج وجدوا أن نوبات صرعهم انخفضت إلى 50٪. وفي عام 2005، وافقت وكالة الغذاء والدواء الأمريكية FDA على استعمال تلك التقنية في المساعدة ضد مقاومة علاج الاكتئاب عند البالغين. ايضاً الآلة التي صادق على استعمالها الـ FDA السنة الفائتة، نظام المايسترو القابل للشحن (Maestro Rechargeable System) والتي تستعمل اليوم لعلاج البدانة. ربما يتبادر إلى الذهن أن العلماء عثروا بالصدفة على هذا الاستعمال أيضاً. الأشخاص الذين استعملوا VNS لعلاج الكآبة صرحوا بأن شهيتهم قلت بسبب تلك التقنية.
بالرغم أنه تم المصادقة فقط على استعمال ثلاثة آلات للتحفيز في الولايات المتحدة، فإن الأبحاث جارية للوصول إلى استعمالات أخرى تتعلق بتحفيز العصب الحائر. باحثون من جامعة تكساس في دالاس مزجوا بين استعمال الصوت وتحفيز العصب الحائر لعلاج الطنين في الإذن. دراسة تضمنت 10 مصابين بهذا الاضطراب بينت أن تلك التقنية خففت الأعراض عند نصف تلك المجموعة. فيما تجدر الإشارة إلى آلة علاج الطنين مصادق على استعمالها في أوروبا. وهي لا تحتاج إلى عملية زراعة وإنما توضع خارجياً على الإذن.
دراسة أجريت في عام 2015 وجدت أن استعمال تحفيز العصب مع العلاج الطبيعي حسن من حركة اليد عند أشخاص أصيبوا بسكتات دماغية. عندما تصاب بالسكتة، فإنها ممكن أن تسبب ضرر لجزء الدماغ الذي يساعدك على الحركة. في حين تمت الموافقة في أوروبا على آلة مشابهة لتقليل الام الرأس.
وبحسب كيڤن تريسي الرئيس والمدير التنفيذي في مؤسسة فاينشتاين للبحث الطبي Feinstein Institute for Medical Research، فإن تحفيز العصب الحائر بالطريقة المناسبة والشدة المناسبة يحفز على رد فعل ضد الالتهابات داخل الجسم. هو الآن يجرب ذلك على مرضى يعانون من التهاب المفاصل الروماتيزمي ومرض كرون اللذان يسببان التهابات في جميع أنحاء الجسم.